# Fiesta del obispillo

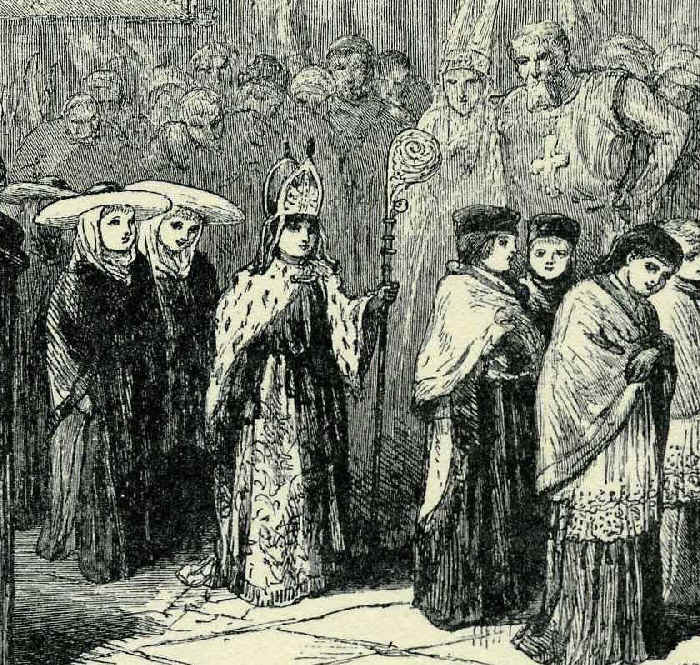
Representación de un obispillo medieval.

La fiesta del obispillo es una antigua tradición navideña que se remonta a la Edad Media, y consiste en la investidura de uno de los niños de la escolanía de una catedral o abadía como máxima autoridad. La fiesta se enmarca entre otras fiestas de invierno que siguen el modelo de la festividad romana de las Saturnales, como el «Rey de la Faba» y los «reyes y alcaldes de Inocentes», la fiesta de los locos y la fiesta del asno, así como el mismo carnaval, festivales de inversión en el que los roles de los poderosos son tomados temporalmente por los miembros más humildes de la sociedad. Habitualmente se elegía al obispillo el 6 de diciembre, fiesta de San Nicolás de Bari, patrón de los niños, y su autoridad no terminaba hasta el Día de los Santos Inocentes (28 de diciembre).

## San Nicolás de Bari y los Santos Inocentes
En muchos países el 6 de diciembre, festividad de San Nicolás de Bari, se celebra como en otros lugares la fiesta de los Reyes Magos o la de la Befana en Italia. Su coincidencia con la época prenavideña ha llevado a convertir este día en una anticipación de la Navidad, y San Nicolás reparte regalos, juguetes y dulces a los niños, en recuerdo de las monedas que dio a tres muchachas para salvarlas de la deshonra, y que en muchas imágenes suyas se representan con tres manzanas de oro.
Esta relación especial de San Nicolás con los niños se manifiesta de forma especial en las escuelas y, de modo más característico, en las escolanías de monasterios y catedrales. Los niños adquieren tanto protagonismo en su día que llegan a simular una inversión de papeles, llegando a ejercer funciones de dirección y gobierno, del mismo modo que sucede en otros sitios con motivo de la fiesta de los Santos Inocentes. Ambas fechas y celebraciones están vinculadas con la fiesta del obispillo. En la Catedral de Burgos, por ejemplo, la fiesta del obispillo, que desde el siglo XV se celebraba el día de San Nicolás, 6 de diciembre, se celebra en la actualidad el 28 de diciembre, día de los Santos Inocentes. En el Monasterio de Montserrat, en cambio, el bisbetó se celebraba el día de los Santos Inocentes, pero se trasladó en el siglo XVII al de San Nicolás de Bari, continuando así hasta la actualidad.

## Historia

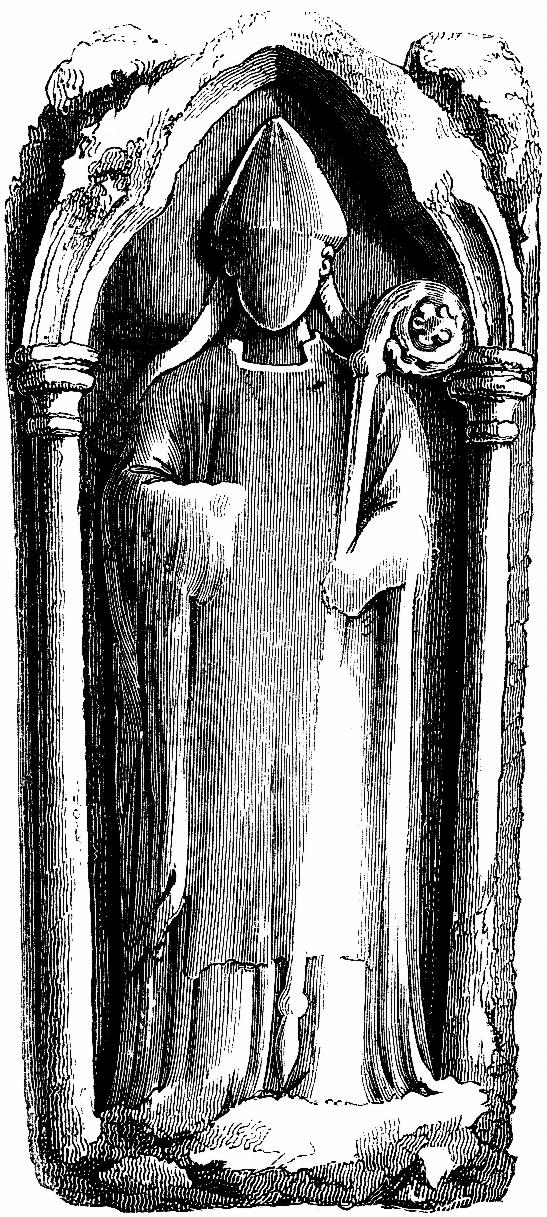
Dibujo de la tumba del niño obispo en Salisbury (Wiltshire, Inglaterra).

El historiador español Miguel Ángel Ladero Quesada, en Tópicos y realidades de la Edad Media, dice que las saturnales romanas incluían diversas irreverencias que tomaban la forma de ritos de igualación o inversión de jerarquías, las llamadas libertates decembricae que, por la vía del contraste, consolidaban el orden establecido. Durante la Edad Media, en consonancia con las nuevas estructuras sociales y eclesiásticas, se introdujeron muchas transformaciones en dichas celebraciones. En el siglo XIII se procuró que dichas manifestaciones irreverentes quedaran al margen del clero; el papa Inocencio III, en 1207, condenaba ya ciertas representaciones que ocurrían en los templos entre el 26 y el 28 de diciembre; también recoge una prohibición a dichos escarnios Alfonso X de Castilla en las Siete Partidas. Señala Ladero Quesada que, no obstante, la fiesta del obispillo (también llamada obispo de los locos, bisbetó en Cataluña y Valencia; episcopus puerorum y abbas stultorum en Francia) no sólo no cesó, sino que se consolidó.
Julio Caro Baroja, en su libro El Carnaval, dice que de todas las fiestas de España relacionadas con las saturnales, la más conocida es la del obispillo. Tradicionalmente se empezaba a celebrar, entre los estudiantes y los muchachos cantores, el 6 de diciembre, festividad de San Nicolás de Bari. Uno de los jóvenes clerizones o estudiantes era elegido obispo, revestido y acatado como tal en tono burlesco, generalmente hasta el 28 de diciembre, día de los Inocentes, momento culminante de la fiesta. El auténtico obispo dimitía simbólicamente al deposuit potentes de sede (‘derrocó de su trono a los potentados’) del Magníficat y el niño tomaba su lugar en el et exaltavit humiles (‘y enalteció a los humildes’). Tras la elección, el niño era vestido con los ropajes propios del obispo, mitra y báculo incluidos, y atendido por compañeros vestidos como sacerdotes, haciendo un recorrido por la ciudad en el que bendecía a la gente. Típicamente el niño elegido y sus colegas tomaban posesión de la catedral y realizaban todas las ceremonias y oficios, salvo la misa. Parece que originalmente confinada a las catedrales, esta costumbre se extendió a muchas parroquias. 
Parecen ser muy numerosos los ejemplos de dicha celebración durante la Edad Media, desde París (donde ya existía en 1212) hasta Venecia, donde era conocida como obispo dei pazzi o de los inocentes. En Inglaterra se conocía como Boy bishop. Se celebraba también en Murcia, León y Palencia; en Valencia se celebraban fiestas de escolares del mismo tipo hacia 1340, vinculadas a instituciones eclesiásticas, como la de Santa Catalina el 25 de noviembre. La celebración se estableció también en las catedrales de nueva creación, como sucedió en Granada después de 1492 por orden de Hernando de Talavera, su primer arzobispo, que consideraba que era «un medio de aficionar a los pequeños infantes al oficio sacro». También pasó a Gran Canaria, junto con la festividad de los Inocentes, como consta en las prohibiciones que el cabildo hizo en 1515 de «atar cuernos, traer almohadones y decir palabras deshonestas». 
A pesar del sentido crítico hacia la propia Iglesia, la fiesta era tolerada, tal vez porque la jerarquía sabía que al final el orden volvía a establecerse y cada cual ocupaba el lugar que le correspondía de acuerdo a su rango.

### Prohibiciones
Por el carácter propio de los muchachos y la índole festiva del tiempo en que se daba, las travesuras que se cometían fueron adquiriendo mucha popularidad, y la fiesta fue objeto de muchas prohibiciones y restricciones desde la Edad Media. 
Durante las últimas sesiones del Concilio de Basilea (1445) se dictaron prohibiciones o limitaciones al respecto, y la fiesta se prohibió durante la primera mitad del siglo XVI en diversas diócesis, como las de Sevilla, Lérida, Gerona, Perpiñán o Mallorca, antes incluso de que en 1566 el Concilio de Trento generalizara la prohibición.
El padre La Canal, en un estudio sobre la iglesia de Gerona, dice que en 1475 Andrés Alfonsuelo propuso la abolición de la fiesta, sin que tuviera efecto la proposición. 
Según Pedro de Madrazo, el obispo de Sevilla la reformó en 1512, porque la caída del cimborrio de la catedral sucedió el día de los Inocentes, y hubo quien pensó que era una señal de disgusto divino ante las profanaciones que el obispillo y sus compinches cometían en los templos. 
Juan Margarit II restringió la fiesta a los niños en 1541, advirtiendo también que no tirasen «harina, ni tierra, ni ceniza, ni otras inmundicias, ni se hagan caer los unos a los otros, ni traigan al obispito danzando por la iglesia». 
Durante el concilio provincial de Toledo (1565-1566) se redactó un canon en el que se mandaba que «no haya obispillos en las iglesias, ni regocijo profano el día de los Inocentes, sobre todo, pero tampoco en ninguna otra ocasión».
En Inglaterra fue abolida por Enrique VIII en 1542, revivida por María I en 1552 y abolida definitivamente por Isabel I. En el continente sobrevivió particularmente en Alemania, en la llamada Gregoriusfest, de la que se dice que fue fundada por Gregorio IV.
Fue prohibida terminantemente en 1612, bajo pena de diez días de cárcel. A pesar de todo, se sabe que en 1641 los estudiantes del colegio catedralicio de San Miguel y de la Universidad de Maese Rodrigo eligieron un obispillo, Esteban Dongo, hijo de un genovés rico; causaron tanto alboroto que originó su correspondiente proceso, los padres de los muchachos fueron multados y algunos de ellos presos, con lo que se suprimió la celebración.  
No obstante, la costumbre perduró hasta la época contemporánea en muchos lugares.

## Análisis
Buena parte de la literatura secundaria sobre este tema está viciada por la desaprobación ortodoxa, siendo la costumbre difícilmente apreciable en gran parte del mundo moderno. Esto hace que la celebración, considerada en la actualidad por muchos como embarazosa o incluso de mal gusto, tuviese seguramente en su contexto un fuerte componente de diversión y valores positivos.
En los lugares donde se ha rescatado esta práctica, la figura del niño obispo se hace eco de las palabras de Jesús: «el que no reciba el reino de Dios como un niño, no entrará en él». Como con otras fiestas tradicionales que suponían una breve revolución social, la sustitución del obispo por un niño volvía el mundo del revés, resultando en un recordatorio al clero y los laicos de que «no hay lugar para el orgullo de las personas o los lugares en el Reino de los Cielos, cuyo Rey se despojó de la divina majestad y tomó la forma de un siervo.»

## Resurgimientos
El obispillo volvió a celebrarse en la Catedral de Hereford, en 1973, para un servicio infantil especial, al que han seguido ceremonias anuales completas y tradicionales desde 1982. El niño obispo predica un sermón y dirige las oraciones de varios servicios diocesanos de Adviento. Estas ceremonias se celebran ahora también en las catedrales de Westminster y Salisbury, y en varias iglesias parroquiales de toda Inglaterra. La costumbre ha sido también recuperada en el Colegio Internacional de Chavagnes, un internado católico de Francia. En los Estados Unidos, uno de los primeros resurgimientos de la costumbre tuvo lugar en 1979 en la Catedral de Todos los Santos de Albany (Nueva York), como parte de una feria medieval anual celebrada en la gran iglesia gótica. 
En España la tradición continuó celebrándose en Cataluña, donde es famoso el bisbetó del Monasterio de Montserrat. También se ha recuperado en Burgos en 1998, con la recuperación de la escolanía de la catedral, al igual que algunas localidades de Navarra, y en 2009 en Palencia.

### Burgos

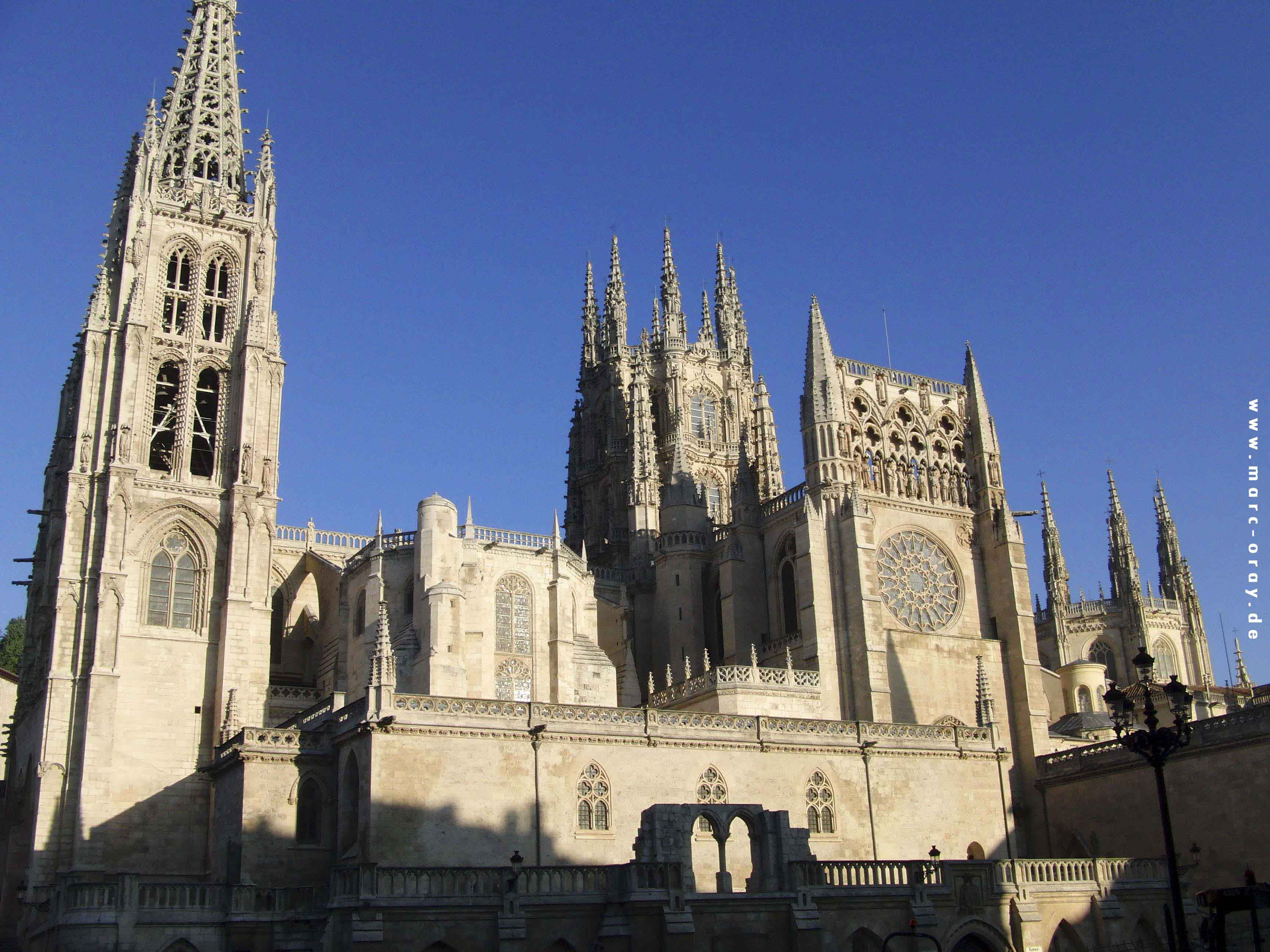
La tradición del obispillo se recuperó oficialmente en 1998 por la nueva escolanía de la Catedral de Burgos.

La fiesta del obispillo tenía un fuerte arraigo en Burgos, donde el 28 de diciembre, revestido de hábitos episcopales y montado en una soberbia mula, recorría las calles de la ciudad repartiendo bendiciones, junto a varias dignidades y canónigos de la ciudad. La fiesta era tan antigua y popular que el cabildo de la Catedral de Burgos era muy riguroso en el cumplimiento de los pormenores y no toleraba la menor falta contra el obispillo; al parecer, llegó a entablar un juicio en 1454 contra los comendadores del Hospital del Rey, quienes acostumbraban a obsequiar, igual que a su comitiva, con frutas, dulces y vinos generosos. Dicho año y el anterior no le recibieron con la debida cortesía, y el cabildo, tomando el desaire como si fuera hecho a su propia representación, no consintió tal ofensa y reclamó la observancia de la costumbre.
La institución de los niños de coro o voces blancas, dependiendo del cabildo de la catedral, se mantuvo pujante por lo menos durante quinientos años. La fiesta del obispillo desapareció al cerrarse la escolanía y se revivió de una forma oficial en 1987, para festejar el nombramiento de hijo adoptivo de la ciudad de Burgos a Luis Belzunegui Arruti, miembro de la Institución Fernán González y maestro de música de los niños de la escolanía burgalesa durante muchos años. Belzunegui fue quien restauró la costumbre del obispillo a mediados del siglo XX, con los niños que educaba como cantores de la catedral. Tras aquella restauración y coincidiendo con el cierre de la escolanía por parte del cabildo de la catedral, quedó rota la continuidad de la fiesta. Algunas asociaciones culturales o folklóricas intentaron recuperar la tradición hacia 1987; algunos años incluso hubo varios obispillos que casi se hacían la competencia. En 1996 volvió a crearse una nueva escolanía, los Pueri Cantores de la escolanía de la Catedral de Burgos, que desde 1998 recuperaron oficialmente la tradición.

### Cataluña

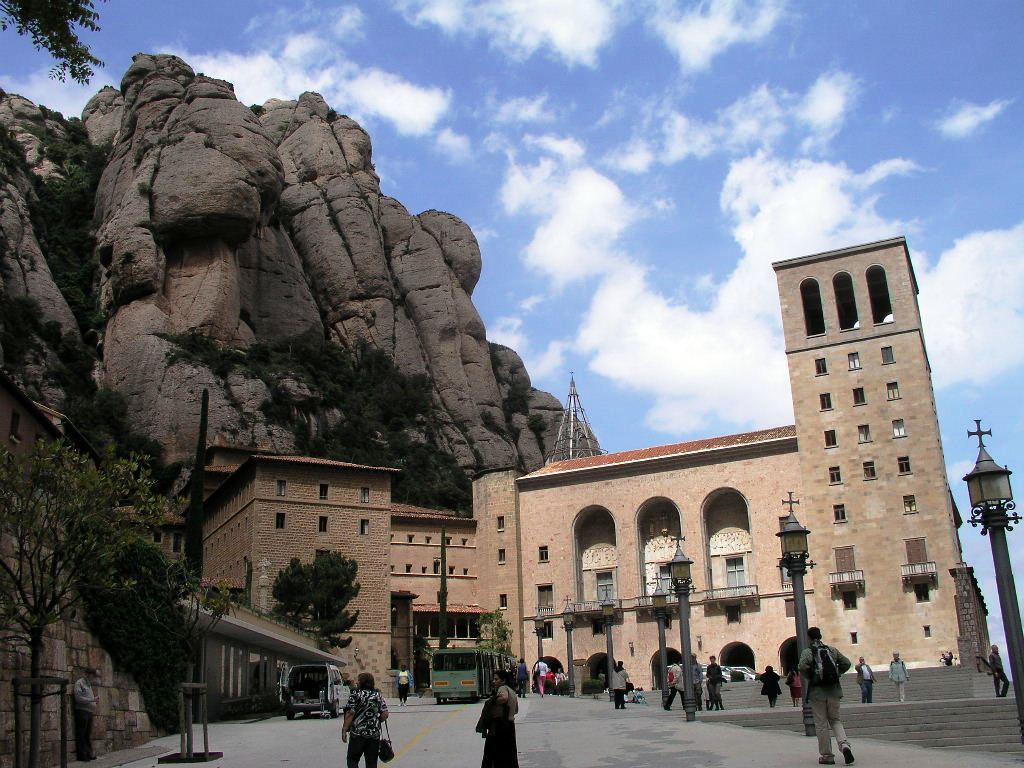
La fiesta del obispillo ha subsistido de forma oficial en el Monasterio de Montserrat (Barcelona) hasta la actualidad.

En la iglesia de San Juan, en Perpiñán, la práctica de la fiesta del obispillo estaba establecida en la década de 1420, y asignaba el sermón y la ceremonia a dos niños diferentes. En Lérida se guardaba en la catedral, ya en 1344, la vestimenta de los participantes, y un texto del mismo periodo especifica que «el señor obispo debe ser apartado de su asiento y debe colocarse al obispillo en su lugar [...]. Después del oficio el obispo niño imparte la bendición episcopal y durante la misa el sermón será pronunciado por el obispo niño». En Gerona, el cabildo de la catedral estaba de acuerdo en abolir o reformar el rito en 1475, pero fue en 1565 cuando se llegó al acuerdo de abolir la ceremonia, y junto con otras prácticas semejantes fue prohibido por el concilio de Tarragona de 1565, aunque el rito persistió de varias formas en varios lugares de Cataluña.
En Montserrat se celebraba durante el día de los Inocentes, pero en el siglo XVIII el día de la fiesta se trasladó al de San Nicolás de Bari, continuando su práctica hasta el siglo XX. 
En la Escolanía de Montserrat se celebra todavía la fiesta del obispillo (festa del bisbetó, en catalán). Joan Amades explica en su libro Costumari català que la elección del bisbetó tiene lugar el 22 de noviembre, día de Santa Cecilia, patrona de la música, y que rige durante todo el día de San Nicolás ayudado por el vicario general, el maestro de ceremonias y el secretario, y que es servido por dos pajes, también escogidos entre la escolanía. Es entronizado, delante de toda la comunidad presidida por el abad, a las nueve de la mañana. Después de que los pajes le vistan de manera pontifical, se sienta en el sillón episcopal y el secretario lee una pastoral ligeramente festiva dirigida a los niños. La escolanía canta a continuación el «Himno de San Nicolás», mientras el bisbetó prodiga bendiciones. Luego, entre marchas triunfales cantadas a coro por la escolanía, se dirige al camarín, donde cantan una Salve a la Moreneta.

### Palencia
Después de más de un siglo de haberse perdido, la fiesta del obispillo se recuperó en Palencia el año 2009. 
El estatuto fundacional de los Niños de Coro de la Catedral, de 1366, menciona como obligación la fiesta del obispillo, lo que según su actual impulsor, el maestro de la Capilla de la Catedral de Palencia, Jesús Escudero, hace suponer que la fiesta «se celebraba con anterioridad a esta fecha. Probablemente se remonta en Palencia a 1220». Al parecer, a lo largo de los siglos la tradición sufrió altos y bajos debido a «ciertos abusos», lo que puede verse en distintas actas capitulares hasta finales del siglo XIX, de modo que «probablemente, la tradición perduró en Palencia hasta comienzos del siglo XX».